# Ron Cooke
Sir Ronald Urwick Cooke, FRGS DL (né le 1er septembre 1941 ) est un professeur de géographie et de géomorphologie qui est vice-chancelier de l'Université d'York de 1993 à 2002 .

## Carrière
La carrière universitaire de Cooke commence comme chargé de cours au Département de géographie de l'University College de Londres en 1961 : il accède au poste de professeur en 1981 et de vice-recteur en 1991-93 dans la même institution ,. De 1993 à 2002, il est vice-chancelier de l'Université de York . Cooke est nommé président du Comité conjoint des systèmes d'information (JISC) en 2004 . Il est administrateur du Musée national des sciences et de l'industrie de 2005 à 2008 .
Il vit à York où il est actif dans la vie de la ville, par exemple dans la collecte de fonds pour la restauration de la Cathédrale d'York, et dans la planification et la restauration par le biais du York Civic Trust . Le York Civic Trust publie également sa monographie Why York is Special  et son livre de 2016 York, Changer le visage de la ville.
Il reçoit la médaille du fondateur de la Royal Geographical Society (RGS) en 1994  et est président de la RGS de 2000 à 2003 . En 2002, il reçoit la Scottish Geographical Medal de la Royal Scottish Geographical Society . Il est fait chevalier pour ses services à l'enseignement supérieur dans la liste des honneurs du Nouvel An 2002 . En 2006, il est nommé Freeman honoraire de la ville de York .
Le Ron Cooke Hub du campus Heslington East de l'Université d'York est nommé en son honneur.

## Ouvrages
Les livres publiés :
- 1969 Tendances en géographie (avec JHJohnson)
- 1973 Géomorphologie des Déserts (avec A.Warren)
- 1974 Géomorphologie dans la gestion de l'environnement (avec JCDoornkamp; une nouvelle introduction, 1990)
- 1976 Arroyos et le changement environnemental dans le sud-ouest américain (avec RWReeves)
- 1980 Géologie, géomorphologie et pédologie à Bahreïn (contributeur)
- 1982 Urban Geomorphology in Drylands (Editeur et contributeur)
- 1984 Dangers géomorphologiques à Los Angeles
- 1993 Géomorphologie du Désert (avec A.Warren et ASGoudie)
- 1993 Un patrimoine en ruine ? (avec GBGibbs)
- 2016 York - Changer le visage de la ville
- 2018 Les rues de York - Quatre siècles de changement (avec d'autres)

Il a publié plus de 100 articles avec comité de lecture. Celles-ci concernent principalement ses grands thèmes de recherche : la géomorphologie des déserts (principalement au Chili, aux États-Unis, en Afrique du Nord et dans plusieurs pays du Moyen-Orient), la géomorphologie historique dans le sud-ouest des États-Unis, la géomorphologie dans la gestion de l'environnement (notamment au Moyen-Orient) et les études de l'altération de la pierre au Royaume-Uni. En outre, il existe des rapports publiés des comités qu'il a présidés: par exemple HEFCE 02/15 Informations sur la qualité et les normes dans l'enseignement supérieur ; HEFCE 99/26 Apprentissage et enseignement - Stratégie et financement ; par exemple, les rapports du Comité conjoint des systèmes d'information.